# Cina ai XXI Giochi olimpici invernali
La Cina ha partecipato ai XXI Giochi olimpici invernali di Vancouver, che si sono svolti dal 12 al 28 febbraio 2010, con una delegazione di 94 atleti.

## Medaglie
| Sport                   | Oro | Argento | Bronzo | Totale |
| ----------------------- | --- | ------- | ------ | ------ |
| Short track             | 4   | 0       | 0      | 4      |
| Pattinaggio di figura   | 1   | 1       | 0      | 2      |
| Freestyle               | 0   | 1       | 2      | 3      |
| Curling                 | 0   | 0       | 1      | 1      |
| Pattinaggio di velocità | 0   | 0       | 1      | 1      |
| Totale                  | 5   | 2       | 4      | 11     |

| Medaglia | Nome                                                  | Sport                   | Evento                         |
| -------- | ----------------------------------------------------- | ----------------------- | ------------------------------ |
| Oro      | Shen Xue Zhao Hongbo                                  | Pattinaggio di figura   | Pattinaggio di figura a coppie |
| Oro      | Wang Meng                                             | Short track             | 500 m femminile                |
| Oro      | Wang Meng                                             | Short track             | 1000 m femminile               |
| Oro      | Zhou Yang                                             | Short track             | 1500 m femminile               |
| Oro      | Liu Qiuhong Sun Linlin Wang Meng Zhang Hui Zhou Yang  | Short track             | 3000 m staffetta femminile     |
| Argento  | Li Nina                                               | Freestyle               | Salti femminile                |
| Argento  | Pang Qing Tong Jian                                   | Pattinaggio di figura   | Pattinaggio di figura a coppie |
| Bronzo   | Wang Bingyu Liu Yin Yue Qingshuang Zhou Yan Liu Jinli | Curling                 | Torneo femminile               |
| Bronzo   | Liu Zhongqing                                         | Freestyle               | Salti maschile                 |
| Bronzo   | Guo Xinxin                                            | Freestyle               | Salti femminile                |
| Bronzo   | Wang Beixing                                          | Pattinaggio di velocità | 500 m femminile                |

## Biathlon
| Gara                 | Atleta        | Penalità    | Tempo d'arrivo | Posizione |
| -------------------- | ------------- | ----------- | -------------- | --------- |
| 10 km sprint         | Zhang Chengye | 1 (0+1)     | 26'19"9        | 32        |
| 12,5 km inseguimento | Zhang Chengye | 5 (0+2+1+2) | 36'28"7        | 35        |
| 20 km individuale    | Zhang Chengye | 3 (1+0+1+1) | 51'31"0        | 19        |

| Gara               | Atleta                                               | Penalità    | Tempo d'arrivo | Posizione |
| ------------------ | ---------------------------------------------------- | ----------- | -------------- | --------- |
| 7,5 km sprint      | Kong Yingchao                                        | 2 (1+1)     | 22'30"9        | 61        |
| 7,5 km sprint      | Liu Xianying                                         | 3 (2+1)     | 22'14"6        | 51        |
| 7,5 km sprint      | Song Chaoqing                                        | 2 (1+1)     | 21'38"2        | 32        |
| 7,5 km sprint      | Wang Chunli                                          | 3 (3+0)     | 22'13"4        | 50        |
| 10 km inseguimento | Liu Xianying                                         | 2 (0+0+1+1) | 33'41"2        | 30        |
| 10 km inseguimento | Song Chaoqing                                        | 5 (1+2+0+2) | 34'46"6        | 43        |
| 10 km inseguimento | Wang Chunli                                          | 2 (0+0+0+2) | 34'01"8        | 35        |
| 15 km individuale  | Kong Yingchao                                        | 4 (0+2+1+1) | 46'46"2        | 51        |
| 15 km individuale  | Liu Xianying                                         | 2 (1+0+0+1) | 43'16"2        | 20        |
| 15 km individuale  | Song Chaoqing                                        | 4 (1+1+0+2) | 46'30"3        | 53        |
| 15 km individuale  | Wang Chunli                                          | 3 (0+2+0+1) | 44'18"0        | 33        |
| Staffetta 4x6 km   | Wang Chunli Liu Xianying Kong Yingchao Song Chaoqing | 0+2 0+6     | 1h 12'16"9     | 9         |

## Curling

### Torneo maschile
La squadra è stata composta da:
- Wang Fengchun (skip[2])
- Liu Rui (fourth)
- Xu Xiaoming (second)
- Li Hongchen (lead)
- Zang Jialiang (alternate)

#### Prima fase
| Sessione | Squadre     | Finale | 1 | 2 | 3 | 4 | 5 | 6 | 7 | 8 | 9 | 10 | 11 |
| -------- | ----------- | ------ | - | - | - | - | - | - | - | - | - | -- | -- |
| 2        | Cina        | 5      | 0 | 0 | 0 | 1 | 0 | 0 | 3 | 0 | 1 | 0  |    |
| 2        | Francia     | 6      | 1 | 0 | 0 | 0 | 1 | 2 | 0 | 0 | 0 | 2  |    |
| 3        | Danimarca   | 1      | 0 | 1 | 0 | 0 | 0 | 0 | 0 | X | X | X  |    |
| 3        | Cina        | 8      | 1 | 0 | 3 | 2 | 1 | 0 | 1 | X | X | X  |    |
| 5        | Svezia      | 6      | 0 | 1 | 0 | 0 | 0 | 2 | 0 | 1 | 1 | 0  | 1  |
| 5        | Cina        | 5      | 1 | 0 | 1 | 1 | 0 | 0 | 1 | 0 | 0 | 1  | 0  |
| 6        | Norvegia    | 7      | 1 | 0 | 1 | 0 | 0 | 1 | 0 | 2 | 0 | 2  |    |
| 6        | Cina        | 5      | 0 | 1 | 0 | 1 | 0 | 0 | 1 | 0 | 2 | 0  |    |
| 7        | Cina        | 4      | 0 | 0 | 1 | 0 | 1 | 0 | 0 | 2 | 0 | X  |    |
| 7        | Regno Unito | 9      | 1 | 0 | 0 | 2 | 0 | 3 | 2 | 0 | 1 | X  |    |
| 8        | Svizzera    | 9      | 0 | 0 | 2 | 0 | 3 | 0 | 2 | 0 | 2 | X  |    |
| 8        | Cina        | 5      | 0 | 1 | 0 | 2 | 0 | 1 | 0 | 1 | 0 | X  |    |
| 10       | Germania    | 7      | 0 | 0 | 1 | 0 | 2 | 1 | 0 | 2 | 0 | 1  |    |
| 10       | Cina        | 6      | 2 | 1 | 0 | 1 | 0 | 0 | 1 | 0 | 1 | 0  |    |
| 11       | Cina        | 11     | 3 | 0 | 1 | 1 | 0 | 0 | 3 | 0 | 3 | X  |    |
| 11       | Stati Uniti | 5      | 0 | 2 | 0 | 0 | 1 | 1 | 0 | 1 | 0 | X  |    |
| 12       | Cina        | 3      | 0 | 1 | 0 | 1 | 0 | 1 | 0 | X | X | X  |    |
| 12       | Canada      | 10     | 4 | 0 | 1 | 0 | 1 | 0 | 4 | X | X | X  |    |

Classifica
| Squadre     | G | V | P | PF | PS |
| ----------- | - | - | - | -- | -- |
| Canada      | 9 | 9 | 0 | 75 | 37 |
| Norvegia    | 9 | 7 | 2 | 64 | 43 |
| Svizzera    | 9 | 6 | 3 | 53 | 44 |
| Svezia      | 9 | 5 | 4 | 50 | 52 |
| Regno Unito | 9 | 5 | 4 | 57 | 44 |
| Germania    | 9 | 4 | 5 | 48 | 60 |
| Francia     | 9 | 3 | 6 | 37 | 63 |
| Cina        | 9 | 2 | 7 | 52 | 60 |
| Danimarca   | 9 | 2 | 7 | 45 | 63 |
| Stati Uniti | 9 | 2 | 7 | 43 | 59 |

### Torneo femminile
La squadra è stata composta da:
- Wang Bingyu (skip)
- Liu Yin (third)
- Yue Qingshuang (second)
- Zhou Yan (lead)
- Liu Jinli (alternate)

#### Prima fase
| Sessione | Squadre     | Finale | 1 | 2 | 3 | 4 | 5 | 6 | 7 | 8 | 9 | 10 | 11 |
| -------- | ----------- | ------ | - | - | - | - | - | - | - | - | - | -- | -- |
| 2        | Cina        | 4      | 0 | 1 | 0 | 0 | 0 | 0 | 0 | 1 | 0 | 2  | 0  |
| 2        | Regno Unito | 5      | 0 | 0 | 0 | 1 | 2 | 0 | 0 | 0 | 1 | 0  | 1  |
| 3        | Cina        | 8      | 0 | 1 | 0 | 0 | 4 | 0 | 1 | 1 | 0 | 1  |    |
| 3        | Svizzera    | 6      | 2 | 0 | 0 | 1 | 0 | 1 | 0 | 0 | 2 | 0  |    |
| 4        | Cina        | 9      | 2 | 0 | 0 | 0 | 2 | 0 | 2 | 0 | 0 | 3  |    |
| 4        | Giappone    | 5      | 0 | 1 | 0 | 1 | 0 | 1 | 0 | 2 | 0 | 0  |    |
| 5        | Cina        | 11     | 1 | 2 | 1 | 2 | 0 | 5 | X | X | X | X  |    |
| 5        | Danimarca   | 1      | 0 | 0 | 0 | 0 | 1 | 0 | X | X | X | X  |    |
| 6        | Svezia      | 6      | 1 | 0 | 1 | 0 | 2 | 0 | 0 | 1 | 0 | 1  |    |
| 6        | Cina        | 4      | 0 | 0 | 0 | 1 | 0 | 0 | 1 | 0 | 2 | 0  |    |
| 7        | Germania    | 7      | 0 | 1 | 0 | 2 | 0 | 2 | 0 | 1 | 0 | 1  | 0  |
| 7        | Cina        | 9      | 1 | 0 | 1 | 0 | 2 | 0 | 2 | 0 | 1 | 0  | 2  |
| 9        | Cina        | 6      | 2 | 1 | 0 | 1 | 0 | 0 | 0 | 1 | 0 | 0  | 1  |
| 9        | Canada      | 5      | 0 | 0 | 1 | 0 | 1 | 1 | 1 | 0 | 0 | 1  | 0  |
| 10       | Russia      | 7      | 0 | 0 | 3 | 0 | 1 | 0 | 1 | 1 | 1 | X  |    |
| 10       | Cina        | 4      | 1 | 0 | 0 | 1 | 0 | 2 | 0 | 0 | 0 | X  |    |
| 11       | Stati Uniti | 5      | 0 | 1 | 1 | 0 | 0 | 2 | 0 | 1 | 0 | 0  |    |
| 11       | Cina        | 6      | 1 | 0 | 0 | 2 | 1 | 0 | 1 | 0 | 0 | 1  |    |

Classifica
| Squadre     | G | V | P | PF | PS |
| ----------- | - | - | - | -- | -- |
| Canada      | 9 | 8 | 1 | 56 | 37 |
| Svezia      | 9 | 7 | 2 | 56 | 52 |
| Cina        | 9 | 6 | 3 | 61 | 47 |
| Svizzera    | 9 | 6 | 3 | 67 | 48 |
| Danimarca   | 9 | 4 | 5 | 49 | 61 |
| Germania    | 9 | 3 | 6 | 52 | 56 |
| Regno Unito | 9 | 3 | 6 | 54 | 59 |
| Giappone    | 9 | 3 | 6 | 64 | 70 |
| Russia      | 9 | 3 | 6 | 53 | 60 |
| Stati Uniti | 9 | 2 | 7 | 43 | 65 |

#### Seconda fase
| Turno                | Squadre  | Finale | 1 | 2 | 3 | 4 | 5 | 6 | 7 | 8 | 9 | 10 | 11 |
| -------------------- | -------- | ------ | - | - | - | - | - | - | - | - | - | -- | -- |
| Semifinale           | Cina     | 4      | 0 | 0 | 0 | 1 | 0 | 1 | 1 | 0 | 1 | X  |    |
| Semifinale           | Svezia   | 9      | 1 | 1 | 1 | 0 | 3 | 0 | 0 | 3 | 0 | X  |    |
| Finale per il bronzo | Cina     | 12     | 3 | 0 | 2 | 0 | 1 | 0 | 2 | 4 | X | X  |    |
| Finale per il bronzo | Svizzera | 6      | 0 | 1 | 0 | 3 | 0 | 2 | 0 | 0 | X | X  |    |

## Freestyle
| Gara            | Atleta        | Qualificazioni | Qualificazioni | Qualificazioni | Qualificazioni | Finale   | Finale   | Finale | Finale    |
| Gara            | Atleta        | 1° salto       | 2° salto       | Totale         | Posizione      | 1° salto | 2° salto | Totale | Posizione |
| --------------- | ------------- | -------------- | -------------- | -------------- | -------------- | -------- | -------- | ------ | --------- |
| Salti maschile  | Han Xiaopeng  | 111,95         | 80,57          | 192,52         | 21             |          |          |        |           |
| Salti maschile  | Jia Zongyang  | 120,80         | 121,72         | 242,52         | 1              | 119,47   | 118,10   | 237,57 | 6         |
| Salti maschile  | Liu Zhongqing | 24,78          | 104,89         | 229,67         | 11             | 119,91   | 122,62   | 242,53 |           |
| Salti maschile  | Qi Guangpu    | 108,60         | 121,68         | 230,28         | 10             | 115,38   | 119,47   | 234,85 | 7         |
| Salti femminile | Cheng Shuang  | 94,29          | 86,62          | 180,91         | 4              | 94,64    | 93,23    | 187,87 | 7         |
| Salti femminile | Guo Xinxin    | 88,08          | 101,08         | 189,16         | 3              | 98,82    | 106,40   | 205,22 |           |
| Salti femminile | Li Nina       | 97,11          | 94,99          | 192,10         | 2              | 99,40    | 107,83   | 207,23 |           |
| Salti femminile | Xu Mengtao    | 92,74          | 75,81          | 168,55         | 8              | 108,74   | 82,87    | 191,61 | 6         |

## Hockey su ghiaccio

### Torneo femminile

#### Roster
La Cina compete solo nel torneo femminile con le seguenti atlete:
- Han Danni
- Jia Dandan
- Shi Yao
- Jiang Na
- Liu Zhixin
- Lou Yue
- Qi Xueting
- Tan Anqi
- Yu Baiwei
- Zhang Shuang
- Cui Shanshan
- Gao Fujin
- Huang Haijing
- Huo Cui
- Jin Fengling
- Ma Rui
- Sun Rui
- Tang Liang
- Wang Linuo
- Zhang Ben
- Zhang Mengying

#### Prima fase
| Vancouver 18 febbraio 2010, ore 19:00 UTC-8 | Cina | 1 – 2 (0-0, 1-2, 0-0) referto | Russia | UBC Winter Sports Centre |

| Vancouver 14 febbraio 2010, ore 12:00 UTC-8 | Stati Uniti | 12 – 1 (5-0, 3-0, 4-1) referto | Cina | UBC Winter Sports Centre (5.278 spett.) |

| Vancouver 16 febbraio 2010, ore 19:00 UTC-8 | Finlandia | 2 – 1 (0-1, 2-0, 0-0) referto | Cina | UBC Winter Sports Centre (5,275 spett.) |

Classifica
| Squadre     | Punti | PG | V | VOT | POT | P | GF | GS | DG  |
| ----------- | ----- | -- | - | --- | --- | - | -- | -- | --- |
| Stati Uniti | 9     | 3  | 3 | 0   | 0   | 0 | 31 | 1  | +30 |
| Finlandia   | 6     | 2  | 2 | 0   | 0   | 1 | 7  | 8  | -1  |
| Russia      | 3     | 3  | 1 | 0   | 0   | 2 | 3  | 19 | -16 |
| Cina        | 0     | 3  | 0 | 0   | 0   | 3 | 3  | 16 | -13 |

#### Fase ad eliminazione diretta
Semifinale 5º-8º posto
| Vancouver 20 febbraio 2010, ore 14:30 UTC-8 | Svizzera | 6 – 0 (2-0, 2-0, 2-0) referto | Cina | UBC Winter Sports Centre |

Finale 6º-7º posto
| Vancouver 22 febbraio 2010, ore 14:30 UTC-8 | Cina | 3 – 1 (0-1, 1-0, 2-0) referto | Slovacchia | UBC Winter Sports Centre |

## Pattinaggio di figura
| Gara                  | Atleta                  | Obbligatorio | Obbligatorio | Breve/Originale | Breve/Originale | Libero | Libero | Totale | Totale |
| Gara                  | Atleta                  | Punti        | Pos,         | Punti           | Pos,            | Punti  | Pos,   | Punti  | Pos,   |
| --------------------- | ----------------------- | ------------ | ------------ | --------------- | --------------- | ------ | ------ | ------ | ------ |
| Individuale femminile | Liu Yan                 |              |              | 51,74           | 19              | 91,73  | 18     | 143,47 | 19     |
| Gara a coppie         | Pang Qing Tong Jian     |              |              | 71,50           | 4               | 141,81 | 1      | 213,31 |        |
| Gara a coppie         | Shen Xue Zhao Hongbo    |              |              | 76,66           | 1               | 139,91 | 2      | 216,57 |        |
| Gara a coppie         | Zhang Dan Zhang Hao     |              |              | 71,28           | 5               | 123,06 | 4      | 194,34 | 5      |
| Danza su ghiaccio     | Huang Xintong Zheng Xun | 29,22        | 19           | 45,03           | 20              | 71,27  | 20     | 145,52 | 19     |

## Pattinaggio di velocità
| Gara   | Atleta        | Tempo 1 | Tempo 2 | Totale  | Posizione |
| ------ | ------------- | ------- | ------- | ------- | --------- |
| 500 m  | Liu Fengyi    | 36"193  | 36"047  | 1:12"24 | 28        |
| 500 m  | Wang Nan      | 35"915  | 35"927  | 1'11"84 | 25        |
| 500 m  | Zhang Zhongqi | 35"175  | 35"113  | 1'10"28 | 10        |
| 500 m  | Yu Fengtong   | 35"116  | 35"120  | 1'10"23 | 7         |
| 1000 m | Wang Nan      | 1'11"82 | 1'11"82 | 1'11"82 | 31        |
| 1500 m | Gao Xuefeng   | 1'50"78 | 1'50"78 | 1'50"78 | 34        |
| 1500 m | Sun Longjiang | 1'51"30 | 1'51"30 | 1'51"30 | 35        |

| Gara   | Atleta       | Tempo 1 | Tempo 2 | Totale  | Posizione |
| ------ | ------------ | ------- | ------- | ------- | --------- |
| 500 m  | Jin Peiyu    | 38"686  | 38"711  | 1'17"45 | 8         |
| 500 m  | Wang Beixing | 38"487  | 38"144  | 1'16"63 |           |
| 500 m  | Xing Aihua   | 38"792  | 38"849  | 1'17"64 | 13        |
| 500 m  | Zhang Shuang | 38"530  | 38"807  | 1'17"33 | 7         |
| 1000 m | Ren Hui      | 1'19"18 | 1'19"18 | 1'19"18 | 33        |
| 1000 m | Wang Beixing | 1'18"30 | 1'18"30 | 1'18"30 | 24        |
| 1000 m | Yu Jing      | 1'19"13 | 1'19"13 | 1'19"13 | 32        |
| 1500 m | Wang Fei     | 2'00"65 | 2'00"65 | 2'00"65 | 20        |
| 3000 m | Fu Chunyan   | 4'20"62 | 4'20"62 | 4'20"62 | 25        |
| 3000 m | Wang Fei     | 4'18"42 | 4'18"42 | 4'18"42 | 22        |

## Sci alpino
| Gara    | Atleta | 1° manche | 2° manche | Tempo totale | Posizione |
| ------- | ------ | --------- | --------- | ------------ | --------- |
| Slalom  | Li Lei | 59"43     | 1'01"43   | 2'00"86      | 43        |
| Gigante | Li Lei | 1'30"36   | 1'36"90   | 3'07"26      | 75        |

| Gara    | Atleta   | 1° manche | 2° manche  | Tempo totale | Posizione |
| ------- | -------- | --------- | ---------- | ------------ | --------- |
| Slalom  | Xia Lina | 1:10"60   | non finito |              |           |
| Gigante | Xia Lina | 1'30.41   | 1'28.48    | 2'58.89      | 59        |

## Sci di fondo
| Gara                   | Atleta     | Tempo d'arrivo | Posizione |
| ---------------------- | ---------- | -------------- | --------- |
| 15 km a tecnica libera | Xu Wenlung | 37'39"5        | 68        |

| Gara              | Atleta                 | Qualificazioni | Qualificazioni | Quarti di finale | Quarti di finale | Semifinali | Semifinali | Finale | Finale    |
| Gara              | Atleta                 | Tempo          | Pos.           | Tempo            | Pos.             | Tempo      | Pos.       | Tempo  | Posizione |
| ----------------- | ---------------------- | -------------- | -------------- | ---------------- | ---------------- | ---------- | ---------- | ------ | --------- |
| Individuale       | Sun Qinghai            | 3'38"52        | 12             | 3'43"1           | 5                |            |            |        |           |
| Sprint di squadra | Sun Qinghai Xu Wenlung |                |                |                  |                  | 19'43"6    | 10         |        |           |

| Gara                        | Atleta     | Tempo d'arrivo | Posizione |
| --------------------------- | ---------- | -------------- | --------- |
| 10 km a tecnica libera      | Li Hongxue | 27'05"7        | 35        |
| 10 km a tecnica libera      | Li Xin     | 29'38"5        | 65        |
| 15 km inseguimento          | Li Hongxue | 43'24"3        | 37        |
| 30 km con partenza in linea | Li Hongxue | 1h 37'50"4     | 32        |

| Gara              | Atleta                | Qualificazioni | Qualificazioni | Quarti di finale | Quarti di finale | Semifinali | Semifinali | Finale | Finale    |
| Gara              | Atleta                | Tempo          | Pos.           | Tempo            | Pos.             | Tempo      | Pos.       | Tempo  | Posizione |
| ----------------- | --------------------- | -------------- | -------------- | ---------------- | ---------------- | ---------- | ---------- | ------ | --------- |
| Individuale       | Man Dandan            | 4'08"55        | 51             |                  |                  |            |            |        |           |
| Sprint di squadra | Man Dandan Li Hongxue |                |                |                  |                  | 20'02"7    | 9          |        |           |

## Short track
| Gara             | Atleta                                                        | Batterie     | Batterie     | Quarti di finale | Quarti di finale | Semifinali | Semifinali | Finale   | Finale |
| Gara             | Atleta                                                        | Tempo        | Pos.         | Tempo            | Pos.             | Tempo      | Pos.       | Tempo    | Pos.   |
| ---------------- | ------------------------------------------------------------- | ------------ | ------------ | ---------------- | ---------------- | ---------- | ---------- | -------- | ------ |
| 500 m            | Han Jialiang                                                  | 41"869       | 1            | 41"443           | 3                |            |            |          |        |
| 500 m            | Liang Wenhao                                                  | squalificato | squalificato |                  |                  |            |            |          |        |
| 500 m            | Ma Yunfeng                                                    | 41"954       | 3            |                  |                  |            |            |          |        |
| 1000 m           | Han Jialiang                                                  | 1'26"479     | 1            | 1'25"856         | 2                | 1'25"462   | 4          | 1'32"023 | 6      |
| 1000 m           | Liang Wenhao                                                  | 1'26"249     | 2            | 1'25"060         | 3                |            |            |          |        |
| 1000 m           | Ma Yunfeng                                                    | 1'25"814     | 4            |                  |                  |            |            |          |        |
| 1500 m           | Liang Wenhao                                                  |              |              | 2'16"152         | 1                | 2'15"453   | 2          | 2'48"192 | 6      |
| 1500 m           | Liu Xianwei                                                   |              |              | 2'14"354         | 3                | 2'14"500   | 5          |          |        |
| 1500 m           | Song Weilong                                                  |              |              | 2'20"095         | 6                |            |            |          |        |
| 5000 m staffetta | Han Jialiang Liang Wenhao Liu Xianwei Ma Yunfeng Song Weilong |              |              |                  |                  | 6'43"601   | 1          | 6'44"630 | 4      |

| Atleta           | Gara                                                 | Batterie | Batterie | Quarti di finale | Quarti di finale | Semifinali   | Semifinali   | Finale       | Finale       |
| Atleta           | Gara                                                 | Tempo    | Pos.     | Tempo            | Pos.             | Tempo        | Pos.         | Tempo        | Pos.         |
| ---------------- | ---------------------------------------------------- | -------- | -------- | ---------------- | ---------------- | ------------ | ------------ | ------------ | ------------ |
| 500 m            | Wang Meng                                            | 43"926   | 1        | 43"284           | 1                | 42"985       | 1            | 43"048       |              |
| 500 m            | Zhou Yang                                            | 44"115   | 1        | 44"106           | 1                | 43"992       | 3            | 44"725       | 5            |
| 500 m            | Zhao Nannan                                          | 1'02"132 | 4        |                  |                  |              |              |              |              |
| 1000 m           | Sun Linlin                                           | 1'30"629 | 2        | 1'30"589         | 3                |              |              |              |              |
| 1000 m           | Wang Meng                                            | 1'30"958 | 1        | 1'32"267         | 1                | 1'30"573     | 2            | 1'29"213     |              |
| 1000 m           | Zhou Yang                                            | 1'30"781 | 1        | 1'29"849         | 1                | 1'29"049     | 1            | squalificata | squalificata |
| 1500 m           | Sun Linlin                                           |          |          | 2'24"031         | 1                | 2'24"777     | 3            | 2'42"960     | 10           |
| 1500 m           | Wang Meng                                            |          |          | 2'29"199         | 1                | squalificata | squalificata |              |              |
| 1500 m           | Zhou Yang                                            |          |          | 2'24"246         | 2                | 2'21"049     | 2            | 2'16"993     |              |
| 3000 m staffetta | Liu Qiuhong Sun Linlin Wang Meng Zhang Hui Zhou Yang |          |          |                  |                  | 4'08"797     | 1            | 4'06"610     |              |

## Snowboard
| Gara               | Atleta       | Qualificazioni | Qualificazioni | Semifinali           | Semifinali           | Finale    | Finale    |
| Gara               | Atleta       | Punteggio      | Pos.           | Punteggio            | Pos.                 | Punteggio | Posizione |
| ------------------ | ------------ | -------------- | -------------- | -------------------- | -------------------- | --------- | --------- |
| Halfpipe maschile  | Shi Wancheng | 18,0           | 19             |                      |                      |           |           |
| Halfpipe maschile  | Zeng Xiaoye  | 32,8           | 5              | 39,2                 | 10                   |           |           |
| Halfpipe femminile | Cai Xuetong  | 19,3           | 23             |                      |                      |           |           |
| Halfpipe femminile | Liu Jiayu    | 33,3           | 12             | 41,1                 | 2                    | 39,3      | 4         |
| Halfpipe femminile | Sun Zhifeng  | 39,9           | 6              | di diritto in finale | di diritto in finale | 33,0      | 7         |